# Comuna Bragadiru, Teleorman
Bragadiru este o comună în județul Teleorman, Muntenia, România, formată numai din satul de reședință cu același nume. Este o comună de agricultori, majoritatea ocupându-se cu legumicultura.

## Demografie
Componența etnică a comunei Bragadiru
     Români (94,14%)
     Alte etnii (5,86%)
Componența confesională a comunei Bragadiru
     Ortodocși (90,47%)
     Martori ai lui Iehova (2,71%)
     Alte religii (1,35%)
     Necunoscută (5,47%)
Conform recensământului efectuat în 2021, populația comunei Bragadiru se ridică la 3.327 de locuitori, în scădere față de recensământul anterior din 2011, când fuseseră înregistrați 3.969 de locuitori. Majoritatea locuitorilor sunt români (94,14%). Din punct de vedere confesional, majoritatea locuitorilor sunt ortodocși (90,47%), cu o minoritate de martori ai lui Iehova (2,71%), iar pentru 5,47% nu se cunoaște apartenența confesională.

## Politică și administrație
Comuna Bragadiru este administrată de un primar și un consiliu local compus din 13 consilieri. Primarul, Cristian Ionel Chisac[*], de la Partidul Social Democrat, este în funcție din 2016. Începând cu alegerile locale din 2024, consiliul local are următoarea componență pe partide politice:
|  | Partid                          | Consilieri | Componența Consiliului | Componența Consiliului | Componența Consiliului | Componența Consiliului | Componența Consiliului | Componența Consiliului | Componența Consiliului | Componența Consiliului | Componența Consiliului | Componența Consiliului | Componența Consiliului |
|  | ------------------------------- | ---------- | ---------------------- | ---------------------- | ---------------------- | ---------------------- | ---------------------- | ---------------------- | ---------------------- | ---------------------- | ---------------------- | ---------------------- | ---------------------- |
|  | Partidul Social Democrat        | 11         |                        |                        |                        |                        |                        |                        |                        |                        |                        |                        |                        |
|  | Alianța pentru Unirea Românilor | 2          |                        |                        |                        |                        |                        |                        |                        |                        |                        |                        |                        |

## Istorie
Localitatea Bragadiru a fost atestată documentar la 13 decembrie 1783. Aceasta s-a format prin migrarea populațiilor unor sate mai vechi din zonă și anume: Țânțăreni, Cătunul, Gorganul, Scăești și Voevodești care ulterior au dispărut.
În anul 1861, localitatea este ridicată la rangul de comună și avea în componență satele Țânțăreni și Scăești care au dispărut ulterior în jurul anului 1900.
La sfârșitul secolului al XIX-lea, localitatea făcea parte din plasa Marginea a județului Teleorman, era formată doar din satul Bragadiru, avea o populație de 2636 de locuitori și exista aici două școli mixte cu 54 de elevi (dintre care 8 fete) și o biserică.  Între anii 1904-1908, comuna Bragadiru a fost reședința acestei plăși. 
Anuarul Socec din 1925 consemnează comuna în aceiași plasă și cu o populație de 1700 de locuitori.
În anul 1950, comuna a trecut în administrația raionului Zimnicea al regiunii Teleorman, raion care, doi ani mai târziu, a fost inclus în regiunea București.
În anul 1968, comuna a fost arondată județului Teleorman în componența actuală.
De-a lungul timpului proprietarii mai importanți ai moșiei Bragadiru au fost o serie de aromâni ca domnitorul Grigore al IV-lea Ghica (în prima parte a secolului al XIX-lea, până în anul 1834), doamna Eufrosina Ghica - soția domnitorului (între anii 1840-1855), frații Mihail și Nicolae Dumba - oameni politici și mari proprietari din Viena (între anii 1855-1900), Irina Dumba - fiica lui Nicolae Dumba (între anii 1900-1910), latifundiarul Gheorghe Negroponte (între anii 1910-1930). 
Frații Dumba (Mihail, Nicolae) au construit în localitatea Bragadiru un mas (conac) - ruinele zidului de împrejmuire există și azi - în anul 1872,o școală cu etaj care nu mai există astăzi, iar în 1898, primăria care astăzi este o grădiniță, precum și biserica „Sfinții Voievozi Mihail și Gavriil” (înainte existase biserica „Sfânta Adormire”, construită de un anume Orbescu înainte de 1800). Gheorghe Negroponte a construit un conac pe locul unde fusese satul Scăești, din care însă nu s-a păstrat nimic. 
Localitatea Bragadiru s-a mărit considerabil după Primul Război Mondial, prin asimilarea satului Roiba ce se înfiripase în partea sa de sud. Comuna Bragadiru a dat trei eroi în Războiul de Independență, patru eroi în Războiul Balcanic din 1913 și un număr de 164 eroi în Primul Război Mondial, numele lor fiind înscrise pe monumentul din curtea bisericii. În cel de-al Doilea Război Mondial tributul de sânge al comunei Bragadiru a fost de 118 eroi.
Este de menționat și faptul că Bragadiru a fost unul din focarele importante ale răscoalei țărănești din 1907, provocate de agenții Imperiului Austro-Ungar (v. documentele de arhivă dezvăluite de Magazin Istoric, etc)
Populația comunei Bragadiru a atins maximul în anul 1959, când a înregistrat 7199 locuitori.

## Monumente istorice
Șapte monumente istorice se găsesc în comuna Bragadiru, printre care: primăria care datează din anul 1898, casa Mariei Filip, care datează de la începutul secolului al XX-lea, casa Ion Nistorescu, care datează de la sfârșitul secolului al XIX-lea, casa Gaboru, Linia Poșta Veche, ce datează din secolul al XX-lea, "Casa aia Rea", Linia Poșta Veche și datează din secolul al XIX-lea, casa Stănculescu-Peța-Cerveanu care a fost și dispensar medical și datează din anul 1920 și "Biserica Sfinții Voievozi Mihail și Gavriil" care datează din anul 1898.